# Fectio

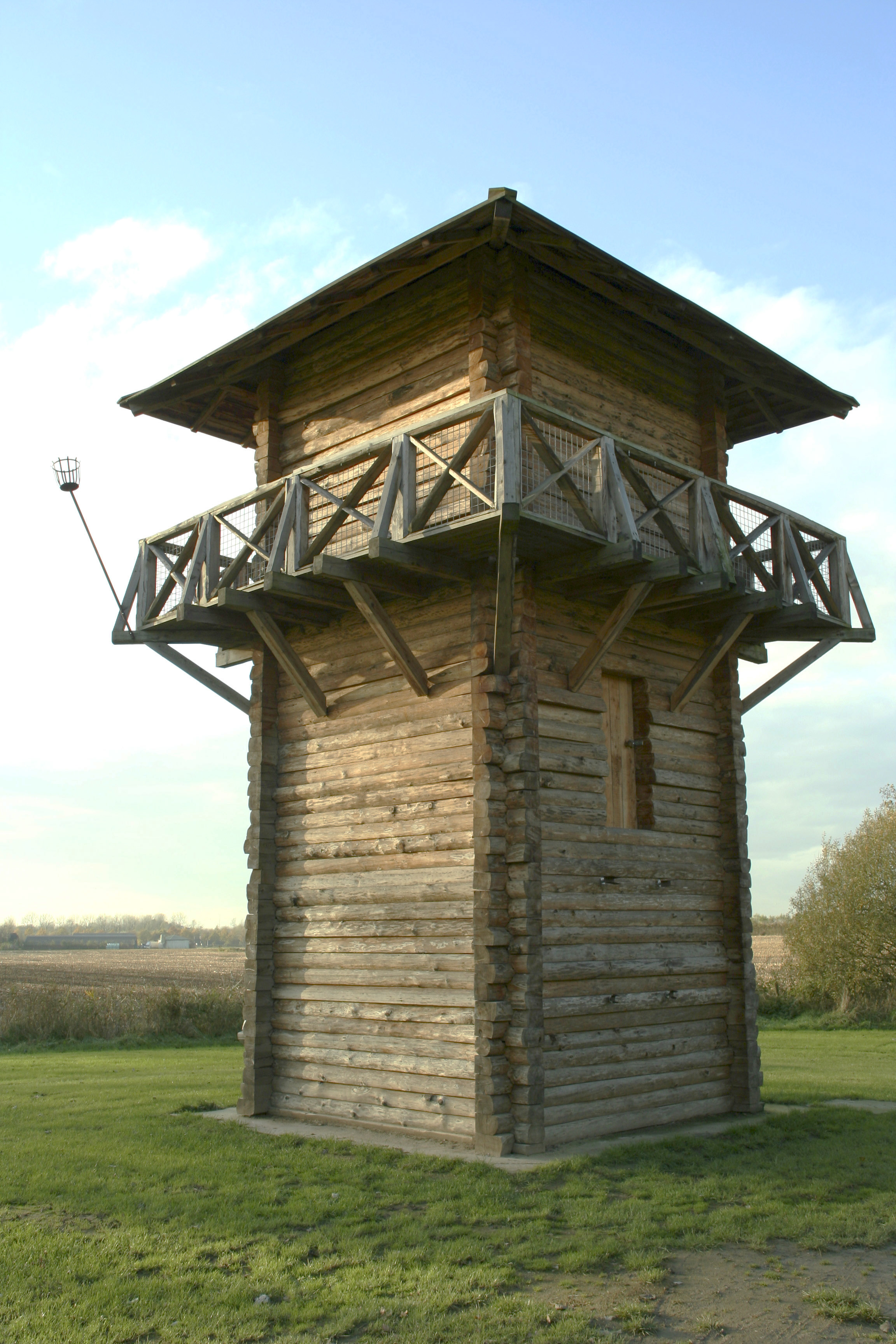
Reconstitution d'une des tours de guet du Limes du Vieux Rhin à Fectio, l'actuelle Vechten

Fectio, village de Vechten près d'Utrecht, est un castellum des Limes du Vieux Rhin en province romaine de Germanie inférieure. 

## Topographie
Le castellum est situé au confluent du Kromme Rijn, cours principal du Rhin à l'époque romaine et d'une rivière, la Utrecht, qui mène au lac supérieur du Flevo, pays du peuple des Frisons.

## Toponymie
- Mentionné dans la Table de Peutinger: Flectio
- Mentionné dans la Cosmographia Ravennatis : Flectione entre Matellionem et Evitano[1].

## Castellum Fectio
la numismatique nous enseigne que le castellum a été construit sous les ordres de Tibère, alors toujours général pendant sa campagne de l'an 4 et 5 apr. J.-C. Il était probablement utilisé comme base de départ pour des raids punitifs. 
En 40 l'empereur Caligula a visité Flectio en se rendant à Lugdunum, l'ancien Brittenburg. On a mis au jour pendant les fouilles de 1995, les restes d'un cachet de tonneau de son vignoble.
Trente ans plus tard vers 70, lors de la révolte du peuple des Bataves, le castellum est complètement brûlé. Il sera reconstruit pour héberger un escadron de cavalerie.
L'accumulation des limons du Rhin avaient commencer à modifier son cours. On a découvert des céramiques de la légion XXII Primigenia casernée à Castra Vetera, près de l'actuelle Xanten. 
Pendant le règne d'Antonin le Pieux, de 138 à 161, le fort est reconstruit, cette fois en brique et en pierres. 
Vers 200, il semble que l'envasement est complet et que les bateaux n'ont plus l'accès au fort. 
Il est abandonné en 275 et ne sera pas reconstruit.
De très belles pierres tombales mises au jour sont maintenant exposées au Centraal Museum Utrecht.
Une pierre votive, qui semble dater de la fin du IIe siècle est consacrée à la déesse Viradectis
- Deae Viradecdi cives Tungri et nautae qui Fectione consistent votum solverunt libentus merito[3].

En 2004, une tour de guet à trois niveaux a été reconstituée sur le site de Vechten.
Avec Nimègue, c'est un des plus importants sites de fouilles aux Pays-Bas. En 1894, c'est déjà le site de l'une des premières fouilles d'un navire romain.

## Vicus Fectio
Les vestiges du vicus sont enfouis sous un fort de défense hollandais construit de 1867 à 1870: Fort Vechten, la pierre votive de la déesse Viradectis y est trouvée pendant sa construction, en 1869.